# 日系マーシャル諸島人
日系マーシャル諸島人（にっけいマーシャルしょとうじん、英語: Japanese Marshall Islanders）とは日本人の血を引いたマーシャル諸島の市民である。2006年の調査によると、全人口の10%にあたる約6,000人のマーシャル諸島人は日本人の血を引いているとされる。

## 歴史
南洋庁が設置された日本領であったため、多くの日本人が生活していた。残留者や日本人とマーシャル諸島人との間に生まれた子孫がマーシャル諸島の日系人である。

## 著名な日系人
- ケーサイ・ノート(Kessai H. Note)･･･第3代マーシャル諸島大統領
- アマタ・カブア(Amata Kabua)･･･初代マーシャル諸島大統領
- クニオ・ルマリ(Kunio Lemari)･･･政治家
- ジェームズ・マタヨシ(James Matayoshi)･･･政治家

## 脚註
1. ↑  Pacific Islands President, Bainbridge Lawmakers Find Common Ground Archived 2011年7月16日, at the Wayback Machine.  (Copy), June 10, 2006, Kitsap Sun, Rachel Pritchett, retrieved October 4, 2009